# (5459) Saraburger
(5459) Saraburger es un asteroide perteneciente al cinturón de asteroides descubierto el 26 de agosto de 1981 por Henri Debehogne desde el Observatorio de La Silla, Chile.

## Designación y nombre
Designado provisionalmente como 1981 QP3. Fue nombrado Saraburger en honor a Sara Schöffer-Burger, quien celebró su 100 cumpleaños el 1 de marzo de 1994. Sara proporcionó en su casa de Ámsterdam un escondite para los compatriotas judíos que tuvieron que pasar a la clandestinidad durante la ocupación alemana de los Países Bajos durante la Segunda Guerra Mundial. Junto a su esposo fueron galardonados con la distinción Justos entre las Naciones.

## Características orbitales
Saraburger está situado a una distancia media del Sol de 2,883 ua, pudiendo alejarse hasta 3,030 ua y acercarse hasta 2,735 ua. Su excentricidad es 0,051 y la inclinación orbital 3,137 grados. Emplea 1788,12 días en completar una órbita alrededor del Sol.

## Características físicas
La magnitud absoluta de Saraburger es 12,8. Tiene 6,786 km de diámetro y su albedo se estima en 0,319. 